# Rho (letter)
De rho (hoofdletter Ρ, kleine letter ρ of ϱ, Grieks: ῥῶ) is de zeventiende letter van het Griekse alfabet. ρ' is het Griekse cijfer voor 100 en ,ρ' voor 100 000 (een komma voor de letter geeft een duizendtal aan).
De rho is de enige Griekse medeklinker waarbij een spiritus asper werd geschreven.
De rho wordt uitgesproken als een /r/, zoals in raam.

## Gebruik
In de fysica wordt ρ gebruikt om de dichtheid of de soortelijke elektrische weerstand van een stof aan te geven.
In de statistiek wordt ρ gebruikt om de correlatie aan te geven.